# 1626
Cette page concerne l'année 1626  du calendrier grégorien. Pour l'année 1626 av. J.-C., voir 1626 av. J.-C.
L'année 1626 est une année commune qui commence un jeudi.

## Événements
- 7 février : entrevue du patriarche latin d’Éthiopie Afonso Mendes, qui a rejoint la mission jésuite d'Éthiopie à Fremona le 21 juin 1625 et du roi Susneyos d'Éthiopie. Le 11 février Susneyos fait profession de foi catholique et déclare qu'il se soumet au pape[1],[2].
- 19-25 février : échec de Nurhachi au siège de Ningyuan. Les Ming infligent de lourdes pertes aux Mandchous et Nurhachi lui-même est blessé[3].
- 12 mai : les Espagnols débarquent à Keelung au Nord de Taïwan. le 16 mai ils revendiquent cette partie de l’île pour le roi d’Espagne et installent le fort de San-Salvador, puis le fort San Domingo à Tamsui en 1628[4].
- 24 mai : Pierre Minuit, pour le compte de la Compagnie néerlandaise des Indes occidentales achète l'île de Manhattan aux Indiens Lenapes - pour l'équivalent de 60 florins d'items divers - et fonde La Nouvelle-Amsterdam, rebaptisée New York en 1664[5].
- 30 mai : Explosion de Wanggongchang à Pékin
- 30 septembre : 
  - Fondation de la compagnie de Saint-Christophe sous l'égide de Richelieu pour la colonisation des Antilles (Compagnie des îles d'Amérique en 1635)[6].
  - Chine : mort de Nurhachi, roi des Mandchous. Un de ses fils, Huang Taiji, lui succède (fin de règne en 1643)[3].

- Fondation de Salem, au Massachusetts, par une société de pêcheurs (la Dorchester Company de Cape Ann) conduits par Roger Conant[7].
- Massacre de 2000 indiens caraïbes à Bloody Point par les colons anglais et français[8]. Génocide des indiens Kalinago (peuple Caraïbe) sur l'Île Saint-Christophe[9].
- Maroc : à partir de 1626, Fès est gouverné par des chefs de bandes. Des groupements maraboutiques se partagent le reste du pays et se font la guerre[10].
- Fondation de comptoirs coloniaux français au Sénégal exploités par la Compagnie normande, ou association des marchands de Dieppe et de Rouen, dirigée par Thomas Lombard[11]
- 7 juillet : Mort de Miyamoto Mikinosuke, célèbre premier fils (adoptif) du fameux escrimeur Musashi Miyamoto, par Seppuku, à l'âge de 22 ans.

### Europe
- 7 janvier, guerre polono-suédoise : victoire de Gustave II Adolphe de Suède à Wallhof en Sémigalle[12].
- 2 février : couronnement de Charles Ier d'Angleterre[13]. La reine Henriette-Marie de France, catholique, ne participe pas à la cérémonie.
- 1er mars : Charles IV, duc de Lorraine, fait son entrée solennelle à Nancy[14].
- 5 mars : traité de Monzón (signé à Barcelone le 10 mai). Le cardinal Pierre de Bérulle négocie l’accord franco-espagnol sur la Valteline[15].
- 7 avril : le duc Jean-Ernest de Saxe-Weimar est rappelé par Christian IV après avoir dévasté la Westphalie[16].

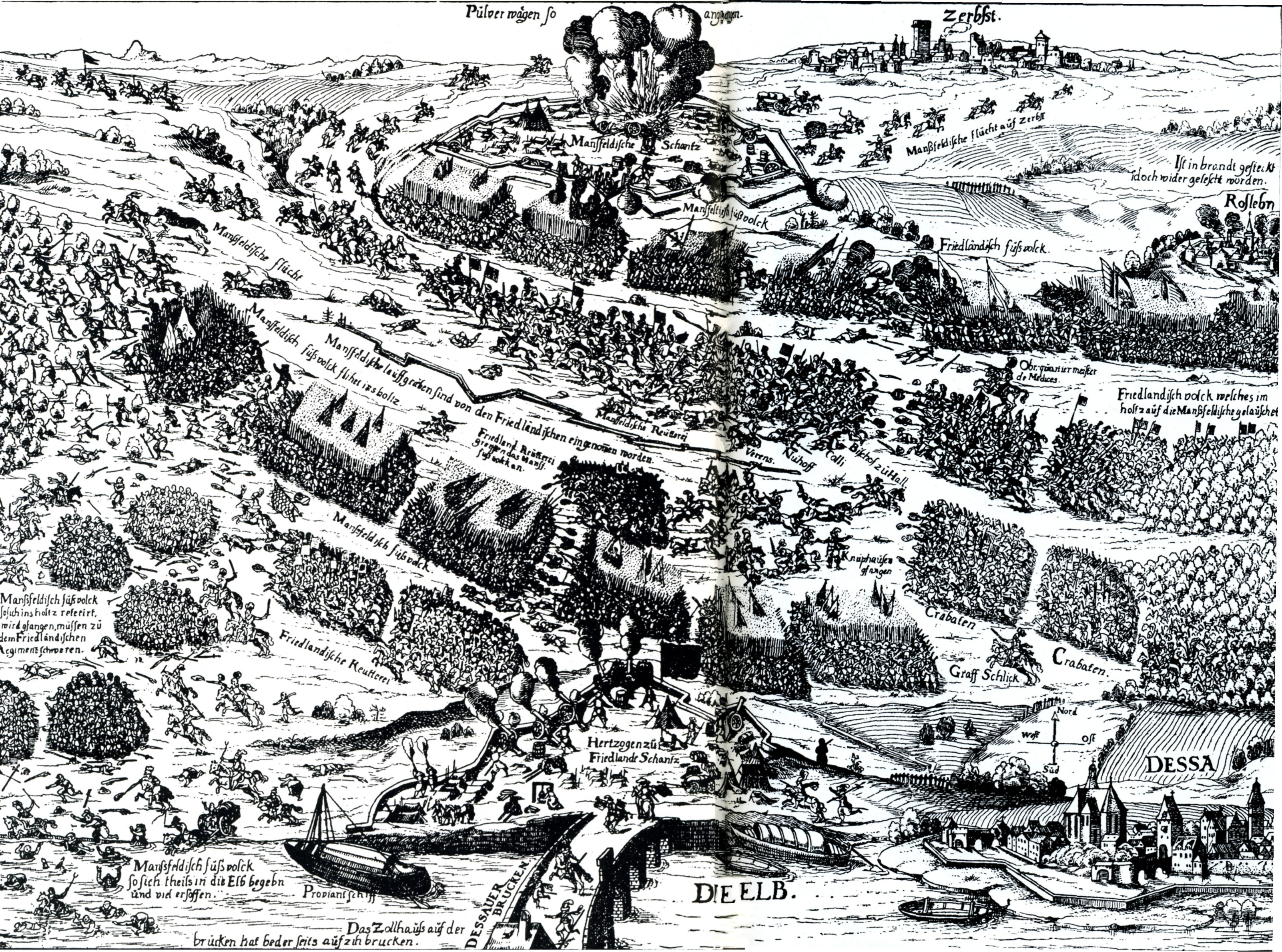
25 avril : bataille de Dessau

- 25 avril : les forces impériales conduites par Wallenstein défont le comte de Mansfeld à la bataille de Dessau, sur l’Elbe[16].

- 13 mai : début d'une révolte paysanne à motif religieux en Haute-Autriche occupée par les Bavarois[17].
- 28 mai : mise en place de la congrégation de l’immunité ecclésiastique, chargée de faire respecter les privilèges de l’Église[18].
- 9 juin : Tilly prend Münden[16].
- 16 juin : Halberstadt meurt à Wolfenbüttel des suites de ses blessures[16].

- 17 juin : Tilly convoque la diète de Hesse-Cassel à Gudensberg où il reçoit la promesse du landgrave de rester fidèle à l'Empereur (19 juillet)[16].

- 6 juillet, guerre polono-suédoise : la flotte de Gustave II Adolphe de Suède débarque à Pillau. Elle envahit la Prusse-Orientale (Elbing prise le 15, Marienbourg le 18), construit un pont sur la Vistule à Dirschau (22 juillet) et bloque Dantzig[12]. Les Polonais remportent une victoire navale à Oliva, près de Danzig (1627), tandis que les Suédois sont vainqueurs à Górzno, à l’est de Thorn (1629).

- 9 août : capitulation de Göttingen assiégé par Tilly[16].

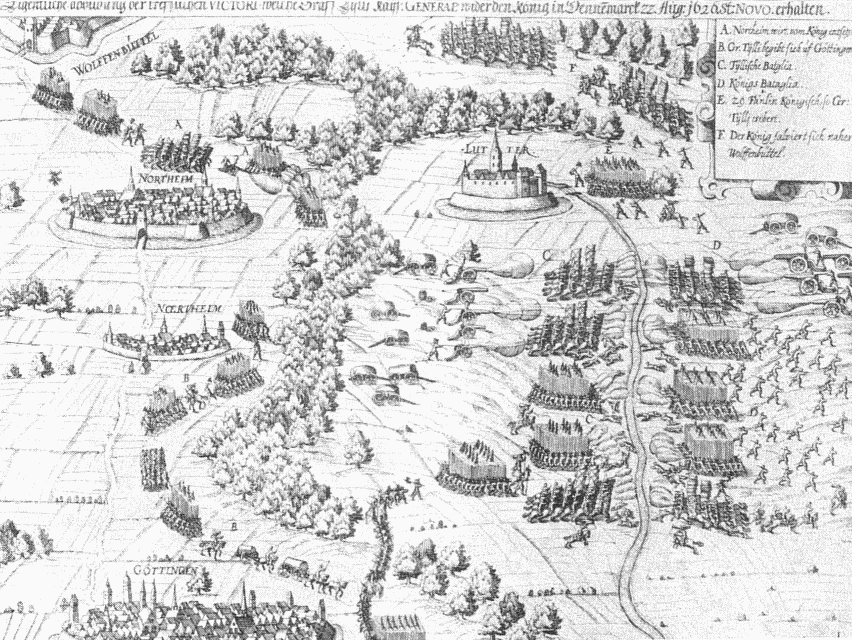
26 août : bataille de Lutter.

- 26 août : l'armée catholique de Tilly écrase les Danois conduits par Christian IV à la bataille de Lutter. Les troupes danoises sont repoussées en Jutland[16].

- 13 septembre : le  prince de Transylvanie Gabor Bethlen, qui a envahi la Hongrie, arrive à Debrecen ; il est rejoint par Mansfeld à Košice[16].
- 22 septembre-1er octobre : Gustave II Adolphe de Suède est victorieux des Polonais à Mewe[19]. Il cherche à s’allier à la Russie contre la Pologne. Axel Oxenstierna devient gouverneur général de la Prusse.
- 30 septembre : Wallenstein et Gabor Bethlen sont face à face sur les rives du Hron. Ils se retirent[16].
- Septembre : emprunt forcé de la Couronne en Angleterre[20]. Le roi doit utiliser la menace, sinon la force, pour en obtenir quelque rendement.

- 18 novembre : consécration de la basilique Saint-Pierre de Rome[21].
- Novembre : répression de la révolte paysanne de Haute-Autriche[17].
- 18 décembre : après avoir refoulé Wallenstein de Hongrie, Gabor Bethlen de Transylvanie signe la paix à Presbourg avec Ferdinand II du Saint-Empire[16].

- Projet d’union des Armes d’Olivares (l’Aragon perd ses libertés militaires)[22].

## Naissances en 1626
- 8 janvier : Jean Talon, premier intendant de la Nouvelle-France († 23 novembre 1694).
- 16 janvier : Lucas Achtschellinck, peintre brabançon baroque spécialisé dans la peinture de paysages († 12 mai 1699).
- 20 janvier : Guillaume Courtois, peintre français († 15 juin 1679).

- 5 février : Marie de Rabutin-Chantal, marquise de Sévigné, écrivain français († 17 avril 1696).

- 27 juin : Johann Andreas Bose, historien et philologue allemand († 29 avril 1674).

- 27 septembre : Karel Dujardin, peintre et graveur néerlandais († 20 novembre 1678).

- 4 octobre : Richard Cromwell, Lord Protecteur d'Angleterre, d'Écosse et d'Irlande († 12 juillet 1712).

- 30 novembre : Cesare Pronti, peintre baroque italien († 22 octobre 1708).

- 18 décembre : Christine de Suède, reine de Suède († 19 avril 1689).
- 20 décembre : Veit Ludwig von Seckendorff, historien allemand († 18 décembre 1692).

- Date précise inconnue :
  - Alessandro Badiale, peintre et graveur baroque italien de l'école bolonaise († 1671).
  - Jan Aertsen Marienhof, peintre néerlandais († 1652).
  - Simon Ouchakov, peintre iconographe russe († 25 juin 1686).
  - Antoine Paillet, peintre français († 29 juin 1701).
  - Jan Steen, peintre néerlandais († 23 février 1679).

## Décès en 1626
- 2 janvier : Gellius Hillema, juriste, homme politique et diplomate flamand (° 15 décembre 1563).
- 18 janvier : Jérôme de Villars, prélat français (° 1547).
- 20 janvier : Claude de Beauvilliers, abbesse et religieuse bénédictine française (° 4 avril 1573).
- 23 janvier : Decio Carafa, cardinal italien (° 1556).
- ? janvier : James Harding, flûtiste et compositeur anglais (° ?).

- 7 février : Guillaume V de Bavière, duc de Bavière (° 29 septembre 1548).
- 11 février : Pietro Cataldi, mathématicien italien (° 15 avril 1548).
- 21 février : Édouard Farnèse, cardinal italien (° 7 décembre 1573).
- 25 février : Henryk Firlej, archevêque de Gniezno et primat de Pologne (° 1574).
- 28 février : Cyril Tourneur, dramaturge anglais (° 1575).
- ? février : John Dowland, compositeur et luthiste anglais (° 2 janvier 1563).

- 3 mars : William Cavendish, 1er comte de Devonshire MP, aristocrate, politicien et courtisan anglais (° 27 décembre 1552).
- 19 mars :
  - Pierre Coton, prêtre jésuite français (° 7 mars 1564).
  - Louis Servin, magistrat et conseiller d'État français (° 1555).
- 26 mars : Giovanni Niccolò, jésuite et peintre italien (° 1560).
- 28 mars : Antonio de Herrera y Tordesillas, historien espagnol (° 1549).

- 3 avril : Florent de Berlaymont, homme d'État hollandais (° vers 1550).
- 9 avril : Francis Bacon, philosophe anglais.
- 13 avril : Antiveduto Grammatica, peintre baroque italien (° vers 1571).
- 14 avril : Gaspare Aselli, chirurgien et anatomiste italien, découvreur des vaisseaux lymphatiques de l'intestin, encore appelés « chylifères. » (° vers 1581).
- 30 avril : Pierre II Ayrault, homme politique français (° 1576).

- 17 mai : Joan Pau Pujol, compositeur et organiste espagnol d'origine catalane (° 18 juin 1570).
- 28 mai : Thomas Howard, 1er comte de Suffolk, baron Howard de Walden, chevalier de la Jarretière, amiral et homme d'État (° 24 août 1561).

- 7 juin : Anne de Saint-Barthélemy, religieuse carmélite déchaussée (° 1er octobre 1549).
- 16 juin : Curzio Picchena, homme politique et érudit italien (° 11 janvier 1553).
- 19 juin : Agustín Antolínez, religieux catholique espagnol (° 6 décembre 1554).
- 21 juin : Anselmus Boëtius de Boodt, humaniste, médecin, gemmologue, homme politique et chanoine laïc flamand (° vers 1550).
- 26 juin : Raoul Adrien, poète et jurisconsulte français (° 28 août 1561).
- 29 juin : Scipione Cobelluzzi, cardinal italien (° 1564).

- 7 juillet : Miyamoto Mikinosuke, fils adoptif de Musashi Miyamoto (° 1604).
- 10 juillet : Anastasio Fontebuoni, peintre baroque florentin italien (° 21 septembre 1571).
- 13 juillet : Robert Sidney, homme d'État de l'Angleterre élisabéthaine (° 19 novembre 1563).
- 15 juillet : Einar Sigurðsson, poète islandais (° 1539).
- 19 juillet : Élisabeth de Danemark, princesse dano-norvégienne devenue duchesse consort de Brunswick-Lunebourg (° 25 août 1573).
- 26 juillet : Francisco Fernandez de Cordoba, abbé de Rute, humaniste espagnol (° 1565).
- 27 juillet : Louis V de Hesse-Darmstadt, landgrave de Hesse-Darmstadt (° 24 septembre 1577).

- 10 août : Willem Backereel, peintre baroque flamand de paysages (° 1570).
- 13 août : Marie de Brunswick-Lunebourg, princesse de Brunswick-Wolfenbüttel (° 13 janvier 1566).
- 22 août :
  - Matsudaira Shigetada, daimyo de l'époque Azuchi Momoyama et du début de l'époque d'Edo (° 1570).
  - Alessandro Orsini, cardinal italien (° 10 octobre 1555).

- 15 septembre : Gō, personnage important de la fin de la période Sengoku (° 1573).
- 16 septembre : Denis-Simon de Marquemont, archevêque et cardinal français (° 30 septembre 1572).
- 17 septembre :
  - Pyramus de Candolle, calviniste français devenu imprimeur (° 1566).
  - Johann Schweikhard von Kronberg, archevêque et prince-électeur de Mayence (° 15 juillet 1553).
- 21 septembre : François de Bonne, connétable de France (° 1er avril 1543).
- 25 septembre : Théophile de Viau, poète et écrivain français (° 1590).
- 26 septembre :
  - Jérémie Ferrier, pasteur et théologien protestant français converti au catholicisme (° 1576).
  - Wakisaka Yasuharu, daimyo de l'île d'Awaji durant l'époque Sengoku (° 1554).
- 30 septembre : Nurhachi, réalisa l'unité des tribus Jurchen (° 21 février 1559).

- 5 octobre : Guillaume Catel, conseiller au parlement de Toulouse (° 1560).
- 7 octobre : Johann Roszfeld, historien et antiquaire allemand (° 1551).
- 30 octobre : Willebrord Snell, physicien et mathématicien néerlandais (° 13 juin 1580).
- ? octobre : François Béroalde de Verville, poète français (° 27 avril 1556).

- 10 novembre : Henri Hoeimaker, frère jésuite et architecte des Pays-Bas méridionaux (° 22 décembre 1559).
- 16 novembre : Claude Morel, imprimeur-libraire français (° 1574).
- 21 novembre : Anne-Marie de Hesse-Cassel, princesse de Hesse-Cassel (° 27 janvier 1567).
- 25 novembre :
  - Edward Alleyn, acteur anglais (° 1er septembre 1566).
  - Jacobus Pontanus, jésuite (° 1542).
- 27 novembre : Miguel de la Fuente, frère et prêtre espagnol de l'Ordre du Carmel (° 2 mars 1573).
- 29 novembre : Ernst von Mansfeld, général de la guerre de Trente Ans (° 1580).
- 30 novembre : Claude Dormy, prélat français, évêque de Boulogne  (° vers 1563).

- 1er décembre :
  - Antoine de Haynin, 5e évêque d'Ypres (° 1555).
  - Juan de Tovar, prêtre jésuite et linguiste indigène mexicain (° vers 1547).
- 9 décembre : Salomon de Brosse, architecte français (° 1565 ou 1571).
- 26 décembre : Johannes Bach, musicien allemand (° vers 1549 - 1550).

- Date précise inconnue :
  - Geoffroy Camus de Pontcarré, noble français, conseiller au Parlement (° 1539).
  - Giovanni Coperario, compositeur, violiste et luthiste anglais (° vers 1570).
  - Gilles de Courtenvaux de Souvré, noble et militaire français (° vers 1540).
  - John Danyel, compositeur, luthiste et gambiste anglais des débuts de la période baroque (° 1564).
  - Jerome Horsey, diplomate, explorateur et homme politique anglais (° vers 1550).
  - François de la Magdelaine, marquis de Ragny, bailli d'Auxois, gouverneur du Nivernais, est un capitaine et maréchal de camp français (° 23 août 1543).
  - Santiago Morán,  peintre espagnol (° vers 1571).
  - Il Morazzone, peintre italien (° juillet 1573).
  - Shimozuma Rairen, moine japonais du Hongan-ji (° 1537).
  - Adrien de Vries, sculpteur maniériste néerlandais (° 1545).

- Vers 1626 :
- Jean Yeuwain, homme de lettres originaire des Pays-Bas espagnols (° vers 1566).